# Achillea filipendulina
Achillea filipendulina (укр. деревій таволговий) — рослина з роду деревій родини айстрових.

## Опис
Одна з найневибагливіших рослин. У природі часто зустрічається на луках і галявинах. Але завдяки невибагливості став улюбленцем багатьох садів і клумб. Виглядає дуже ефектно і стильно. Парасольки у рослини дуже пишні, тому в групових посадках виглядають дуже ефектно.

## Ареал
Зустрічається на Кавказі, Малій Азії, Західній і Середній Азії. Натуралізований у Великій Британії, Іспанії, Італії Україні; інтродукований до деяких інших країн Європи, до штату Онтаріо й деяких штатів США. У природних умовах росте на кам'янистих ґрунтах, вважається найменш вимогливим зі всього роду.

## Ботанічний опис
Пагони досягають висоти від 40 до 100 см. Розсічені листки світло зеленого кольору з легким опушеням. Суцвіття жовтого або білого кольору, пахучі. Період цвітіння — з червня до вересня.
Розмножується генеративно і вегетативно.